# Преображенский, Николай Алексеевич (химик)
Николай Алексеевич Преображенский (20 октября 1896, Кострома — 20 ноября 1968, Москва) — выдающийся советский химик-органик, специалист в области химии и синтеза природных веществ и биологически активных соединений.
Синтезировал (1933, совместно с А. Е. Чичибабиным) пилокарпин и изопилокарпин. Основатель научной школы в области витаминологии. Создал научные основы производства в крупных масштабах витаминов A, B1, B2, E, C. Один из организаторов советской витаминной промышленности. Лауреат Сталинской премии (1952). Герой Социалистического Труда (1967).

## Биография

### Юность
Родился 20 октября 1896 года в Костроме в семье дьякона небольшой церкви Алексея Иосифовича и дочери деревенского дьячка Марии Васильевны Преображенских. В семье было четыре сына и одна дочь.
С самого детства он прислуживал в церкви. Учился в Костромской семинарии и с ранних лет среди своих ровесников выделялся большими способностями; учился очень хорошо. Семинарию не окончил, а в 1916 году поступил в Московский университет, но в конце 1917 года из-за отсутствия средств ему пришлось прервать учёбу. В это время в его семье произошла трагедия: от глаукомы ослеп его отец Алексей Иосифович.
С конца 1917 года по 1920 год работал в Костроме. 27 мая 1918 года был избран и утверждён сроком на один год в звании правозащитника Костромского Окружного Народного Суда Костромским Губернским Исполнительным Комитетом Совета Рабочих и Крестьянских Депутатов, на основании декрета о суде № 2 Совета Народных Комиссаров.
С 1919 года работал в Костроме преподавателем естествознания и химии в Костромской первой советской трудовой школе первой ступени (здание бывшей Григоровской женской гимназии), а затем в организованной, по предложению А. В. Луначарского, Костромской первой трудовой школе-коммуне 2-й ступени.

### Учёба в Московском университете
С 1920 по 1924 год продолжил учёбу в I МГУ на физико-математическом факультете по специальности «физикохимия». С 1924 по 1926 год работал научным сотрудником Всесоюзного научно-исследовательского химико-фармацевтического института (ВНИХФИ). В 1926 году поступил в аспирантуру Научно-исследовательского института химии при I МГУ, а затем в аспирантуру Академии Наук СССР, которые проходил под руководством академика А. Е. Чичибабина и закончил в 1929 году. Под его руководством в 1930 году Николай Алексеевич начал изыскания по поиску путей синтеза алкалоида пилокарпина, применяемого для лечения глазных болезней и который входит в перечень жизненно важных лекарственных препаратов.
В университете Николай Алексеевич встретил Марию Николаевну Щукину, которая стала его женой. Она также была в аспирантуре у А. Е. Чичибабина. Мария Николаевна Щукина после окончания аспирантуры работала в Военно-химической академии, затем в Институте органической химии АН СССР, а с 1939 года — во ВНИХФИ, где последние 20 лет своей жизни (1953—1973 гг.) руководила лабораторией химии противотуберкулёзных соединений. Она была признанным авторитетом в области химии лекарственных веществ и гетероциклических соединений, автором ряда новых лекарственных препаратов, в том числе противотуберкулёзного препарата фтивазида.

### Академия РККА. Синтез пилокарпина
С 1929 по 1932 год Н. А. Преображенский состоял ассистентом, а затем доцентом кафедры органической химии Московского высшего химико-технологического училища. После реорганизации училища в Военно-химическую академию им. К. В. Ворошилова с 15 мая 1932 года Н. А. Преображенский поступил в кадры РККА и работал в качестве доцента кафедры органической химии ВХА им. Ворошилова.
В 1931—1932 гг. руководил работами синтетической лаборатории Научно-исследовательского кинофотоинститута (НИКФИ), где за этот период выполнены работы по синтезу ортохроматических и панхроматических сенсибилизаторов, которое имели больше значение для создания советской высокочувствительной фото- и киноплёнки.
С апреля 1931 года по 1940 год состоял руководителем группы, а затем заведующим лабораторией алкалоидов Института органической химии АН СССР. В стенах этой лаборатории Н. А. Преображенским и его сотрудниками были выполнены работы по синтезу пилокарпиновых алкалоидов, за которые ему в 1935 году была присуждена премия Президиума АН СССР.
Начав под руководством А. Е. Чичибабина работу по получению пилокарпина, Н. А. Преображенский успешно завершает её и в середине 30-х годов публикует результаты по полному синтезу пилокарпина, широко применяющегося в офтальмологической практике для лечения глаукомы, а также других алкалоидов этой группы.
За этим последовали синтетические изыскания в ряду алкалоидов ипекакуаны, хинного дерева. Для тропановых алкалоидов подробно изучена стереохимия и разработаны промышленные методы синтеза тропина и кокаина.
В 1935 году решением Президиума АН СССР Николаю Алексеевичу Преображенскому была присуждена ученая степень доктора химических наук без защиты докторской диссертации.

### МИТХТ им. М. В. Ломоносова (1939—1968)
В 1939 году Н. А. Преображенский был избран по конкурсу заведующим кафедрой химии и технологии тонких органических соединений Московского института тонкой химической технологии им. М. В. Ломоносова, где он проработал до конца своей жизни. Также он осуществлял руководство проблемной лабораторией, которая была создана при кафедре в 1957 году. Совместно с сотрудниками кафедры и проблемной лаборатории им проводились научно-исследовательские работы по синтезу сложных природных веществ: алкалоидов, витаминов, душистых веществ, липидов, порфиринов, антоцианиновых красителей.
С 1944 года он также являлся заведующим лабораторией синтеза Всесоюзного научно-исследовательского витаминного института, где под его руководством разрабатываются практические задачи синтетического производства витаминов: аксерофтола (витамин A), β-каротина, тиамина (витамин B1), рибофлавина (витамин B2), фолиевой кислоты (витамин B), пиридоксина (витамин B6), кальциферола (витамин D2), никотиновой кислоты (витамин PP), пантотеновой кислоты и др. Эти работы велись в тесной связи с витаминной промышленностью, внедрялись в производство и были направлены на развитие и усовершенствование отечественной промышленности витаминов.
В 1945 году Н. А. Преображенский стал кандидатом, а в январе 1948 года — членом ВКП(б) (с 1952 года — КПСС).
За исследования по синтезу алкалоидов, завершённые статьями, опубликованными в журналах: «Доклады Академии наук СССР» и «Журнал общей химии» (1949—1951) Николаю Алексеевичу Преображенскому в 1952 году присуждена Сталинская премия СССР I степени и присвоено почётное звание Лауреата Сталинской Премии СССР.
В конце 1950-х — начале 1960-х годов Н. А. Преображенский меняет направление своих исследований. Являясь ведущим специалистом в области синтеза сложных природных соединений, имеющим мировое признание, он прекращает работы по синтезу алкалоидов и со своими учениками начинает интенсивные исследования в области природных липидов, простагландинов, белков, хромопротеидов. Это был период становления биоорганической химии в СССР. Одновременно с переменой научной тематики меняются лекционные курсы. Если первая монография, написанная Н. А. Преображенским в сотрудничестве с В. И. Генкиным, называлась «Химия синтетических лекарственных веществ» (1954), то в середине 1960-х годов совместно с сотрудниками кафедры была подготовлена новая монография «Химия биологически активных природных соединений», которая увидела свет уже после его смерти.
За большие заслуги в области науки и техники в 1958 году ему было присвоено звание заслуженного деятеля науки и техники СССР.
Им постоянно проводилась работа по подготовке квалифицированных научных кадров через аспирантуру и выпущен 71 кандидат химических наук и 16 докторов наук. Двое из его учеников, Р. П. Евстигнеева (в 1976 году) и К. М. Дюмаев (в 1987 году), были избраны членами-корреспондентами АН СССР.
Н. А. Преображенский вёл большую работу по пропаганде химических знаний, выступая с публичными лекциями в Политехническом музее, школах, институте усовершенствования учителей, среди инженерно-технических работников медицинской и пищевой промышленности.
Автор свыше 540 опубликованных научных работ и 65 авторских свидетельств, многие из которых внедрены в промышленность.
Скончался 20 ноября 1968 года. Похоронен в Москве на Введенском кладбище рядом со своей женой Марией Николаевной (5 уч.).

## Синтезированные природные соединения
- Пилокарпин (1933)
- Рутин (1958)[1]
- Цинхонамин (1958)[2]

## Награды
- В 1967 году за плодотворную научно-исследовательскую и педагогическую деятельность Н. А. Преображенскому было присвоено звание Героя Социалистического Труда;
- Орден «Знак Почёта» (1945);
- Орден Трудового Красного Знамени (1953);
- Орден Ленина (1961);
- Медаль «За оборону Москвы» (1944);
- Медаль «За доблестный труд в Великой Отечественной войне 1941—1945 гг.» (1946);
- Медаль «В память 800-летия Москвы» (1949);
- Почётный гражданин г. Костромы с 1967 года.

## Семья
Отец — Алексей Иосифович Преображенский; мать — Мария Васильевна Преображенская.
Жена — Мария Николаевна (урожд. Щукина);
- дети — Мария (р. 1931), Нина (р. 1939).

## Память
- Имя Николая Алексеевича Преображенского носит кафедра химии и технологии биологически активных соединений, медицинской и органической химии ИТХТ им. М. В. Ломоносова РТУ МИРЭА, которую он возглавлял в течение 29 лет (1939—1968).